# Hilderich von Havelberg
Hilderich von Havelberg († 30. Oktober 1008) war der zweite bekannte Bischof von Havelberg.

## Leben
Hilderich wurde von Erzbischof Giselher von Magdeburg geweiht. 992 nahm er an der Weihe des Halberstädter Doms teil, 1004 an den Weihen von Erzbischof Tagino vom Magdeburg, Bischof Wigbert von Merseburg und des Klosters Nienburg.
Am 30. Oktober 1008 starb Hilderich.